# Nilo Azul (Sudão)
Nilo Azul (an-Nyl al-Azraq em árabe) é um estado do Sudão. Tem uma área de 45.844 km² e uma população de aproximadamente 783 mil de habitantes (estimativa de 2000). A cidade de Ad-Damazin é a capital do estado. 

## Distritos
O estado do Nilo Azul tem cinco distritos:
|  | 1. Ad Damazin 2. Al Roseires 3. Geissan 4. Baw 5. Al Kurumik |